# Vasto

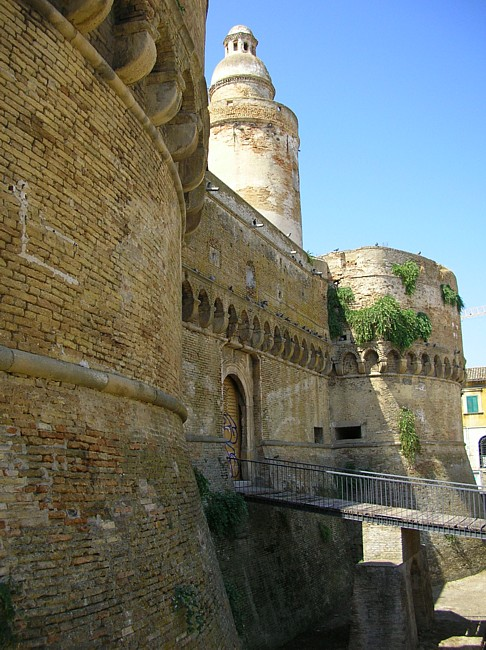
Castell de Vasto

Vasto és un municipi italià, situat a la regió dels Abruços i a la província de Chieti. L'any 2007 tenia 38.000 habitants.